# Wotton, Kanada
Wotton är en kommun i provinsen Québec i Kanada. Den ligger i regionen Estrie, i den sydöstra delen av landet, 300 km öster om huvudstaden Ottawa. Kommunen bildades 1993 genom sammanslagning av kantonen med samma namn och bykommunen Wottonville.